# Punxsutawney
Punxsutawney (en anglais [pʌŋksəˈtɔːni]) est un borough de Pennsylvanie situé à 106 km au nord-est de Pittsburgh, dans le comté de Jefferson. Il comptait 6 271 habitants en 2000.

## Histoire
La région était à l'origine la résidence des Indiens Lenapes, et le nom « Punxsutawney » dérive d'un nom en unami, une langue des Lenapes : Punkwsutènay, qui se traduit  par « ville des sandflies » (nom ambigu de plusieurs espèces de mouches piquantes) ou « ville des moustiques » (punkwës pour « moustique » + utènay pour « ville »).
Selon une autre hypothèse, le nom viendrait d'un autre mot en unami, Put'schisk'tey, signifiant toxicodendron.

## Le jour de la marmotte
La ville et sa marmotte, Punxsutawney Phil, sont devenues célèbres pour la tenue annuelle de la fête du jour de la marmotte le 2 février. Elles servirent d'inspiration à l'histoire du film Un jour sans fin, bien que le tournage du film n'ait pas eu lieu dans cette ville mais notamment à Woodstock, dans l'Illinois.

## Source
- (en) Cet article est partiellement ou en totalité issu de l’article de Wikipédia en anglais intitulé « Punxsutawney, Pennsylvania » (voir la liste des auteurs).